# Cesare Facchinetti
Cesare Facchinetti (ur. 17 września 1608 w Bolonii, zm. 30 stycznia 1683 w Rzymie) – włoski kardynał. Pochodził z tej samej rodziny co papież Innocenty IX.

## Życiorys
Przybył do Rzymu w 1632. W maju 1639 Urban VIII wysłał go z misją dyplomatyczną do Hiszpanii, gdzie miał pracować na rzecz stworzenia ligi chrześcijańskiej do walki z Turkami. Kilka tygodni później został nuncjuszem w Hiszpanii oraz tytularnym arcybiskupem Damietty. W 1642 wezwany z powrotem do Rzymu, został sekretarzem Kongregacji ds. Biskupów i Zakonników, a w 1643 arcybiskupem Senigalli.
13 lipca 1643 został kreowany kardynałem prezbiterem Santi Quattro Coronati przez papieża Urbana VIII. W 1655 przeniesiono go do diecezji Spoleto. Protoprezbiter Świętego Kolegium Kardynalskiego 1671–72, w 1672 został kardynałem biskupem Palestriny, a w 1679 kardynałem biskupem Porto e Santa Rufina. Po śmierci kardynała Francesco Barberini przejął kierowanie Kancelarią Apostolską i Inkwizycją Rzymską oraz objął diecezję podmiejską Ostia e Velletri (8 stycznia 1680). Zmarł z powodu kamieni nerkowych w wieku 74 lat.